# Saison 2004-2005 du Stade rennais FC
 (décembre 2017).
Si vous disposez d'ouvrages ou d'articles de référence ou si vous connaissez des sites web de qualité traitant du thème abordé ici, merci de compléter l'article en donnant les références utiles à sa vérifiabilité et en les liant à la section « Notes et références ».
Maillots
Chronologie
Saison précédente Saison suivante
La saison 2004-2005 du Stade rennais football club commence le 7 août 2004 avec la première journée de Ligue 1 pour se terminer le 28 mai 2005 avec la dernière journée de cette même compétition.
Le Stade rennais FC est également engagé dans les deux autres compétitions nationales : la Coupe de France et la Coupe de la Ligue. Pour la première fois de son histoire, le club se qualifie pour une coupe européenne (la Coupe UEFA 2005-2006 via le championnat). L'attaquant Alexander Frei est lui sacré meilleur buteur du championnat avec 20 réalisations.

## Les dates marquantes de la saison

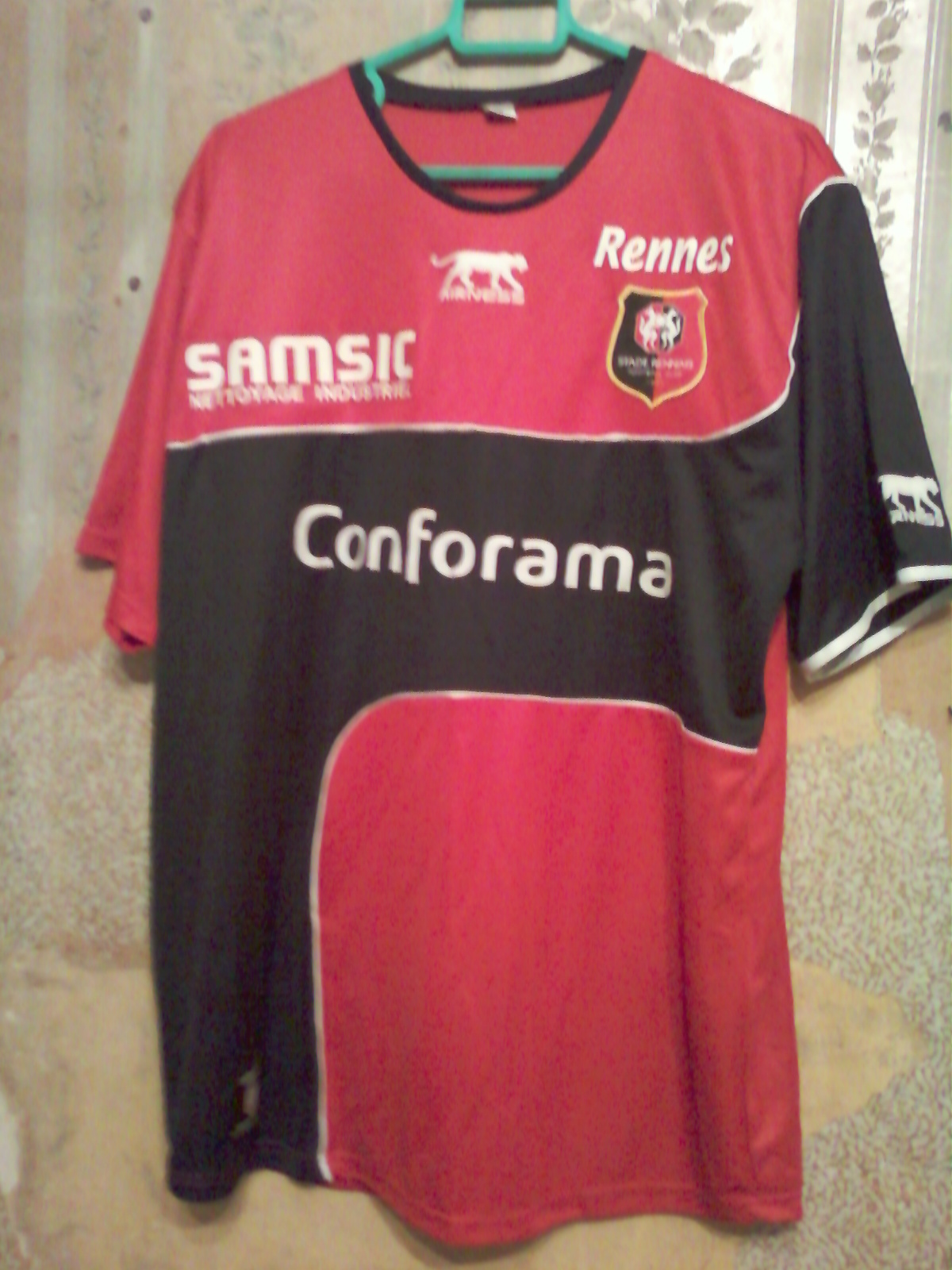
Le maillot domicile du club pour cette saison

- Juin-Juillet : Le club doit se résoudre à laisser partir plusieurs cadres de son effectif, dont deux des plus emblématiques : le gardien Petr Čech transféré à Chelsea pour une somme rondelette, et son capitaine Dominique Arribagé, reparti dans son club de cœur, le Toulouse FC. Ces deux joueurs sont remplacés poste pour poste par le géant suédois Andreas Isaksson et le jeune espoir brésilien José Adailton. Les dirigeants rennais s'appliquent lors de ce mercato à dégraisser leur effectif, tout en veillant à remplacer les titulaires transférés.
- 7 août : Début de saison avec la première journée de Ligue 1, route de Lorient. Le Stade rennais FC vient à bout du Paris Saint-Germain et se positionne en seconde position au classement.
- 16 octobre : Le Stade rennais chute lourdement à Sochaux (0 - 3) sur un hat-trick de l'attaquant Ilan. Ce résultat est symptomatique du début de saison rennais, avec une équipe parfois brillante à domicile, mais qui ne parvient pas à s'imposer à l'extérieur.
- 10 novembre : Élimination du club en Coupe de la Ligue, dès son entrée dans la compétition. L'AJ Auxerre vient chercher sa qualification à Rennes en s'imposant dans l'épreuve des tirs au but (1 - 1 a.p., 3 - 5 t.a.b.).
- 18 décembre : Fin de la phase aller, avec une défaite à Strasbourg (0 - 1). Le Stade rennais est provisoirement classé 13e, handicapé par ses mauvais résultats à l'extérieur (0 victoire, 3 nuls, 6 défaites).
- 2 mars : Élimination du club en Coupe de France. C'est cette fois l'AS Monaco qui vient s'imposer, après prolongation, route de Lorient (0 - 1), en huitièmes de finale de la compétition.
- 9 avril : Première victoire du Stade Rennais à l'extérieur de la saison, à l'occasion d'un déplacement à Toulouse (2 - 0). Il aura fallu attendre le 16e déplacement pour que l'équipe rennaise en ramène une victoire. Conjuguée aux toujours excellents résultats à domicile, ce succès permet aux "Rouge et Noir" de faire un bond au classement. Ils se retrouvent en sixième position.
- 21 mai : Dernier match à domicile de la saison. Le Stade rennais s'impose (4 - 0) face à Strasbourg et atteint la quatrième place du classement. C'est son plus gros succès de la saison. Alexander Frei, auteur d'un but, atteint la barre des 20 buts inscrits en Ligue 1 dans sa saison. Il sera sacré meilleur buteur du championnat 2004-2005.
- 28 mai : Malgré sa défaite au Parc des Princes face au Paris Saint-Germain (0 - 1), le Stade rennais conserve sa quatrième place, et se qualifie pour la Coupe UEFA 2005-2006. C'est la première fois de son histoire que le club breton obtient cet honneur par le biais du championnat.

## Transferts en 2004-2005
| Nom                      | Nationalité        | Modalité                   | Provenance/Destination | Division       |
| Été 2004                 |                    |                            |                        |                |
| Arrivées                 |                    |                            |                        |                |
| Abdeslam Ouaddou         | Maroc              | Transfert définitif        | Fulham FC              | Premier League |
| José Adailton            | Brésil             | Transfert                  | Esporte Clube Vitória  | Série A        |
| Andreas Isaksson         | Suède              | Transfert                  | Djurgårdens IF         | Allsvenskan    |
| Jean-Joël Perrier-Doumbé | Cameroun           | Transfert                  | AJ Auxerre             | Ligue 1        |
| Ivica Mornar             | Croatie            | Prêt (1 an)                | Portsmouth FC          | Premier League |
| Dudu Cearense            | Brésil             | Prêt (1 an)                | Kashiwa Reysol         | Japan League   |
| Départs                  |                    |                            |                        |                |
| Boubacar Barry Copa      | Côte d'Ivoire      | Transfert définitif        | KSK Beveren            | Jupiler League |
| Fabrice Do Marcolino     | Gabon              | Prêt (1 an)                | Amiens SC              | Ligue 2        |
| Sébastien Puygrenier     | France             | Prêt (1 an)                | AS Nancy-Lorraine      | Ligue 2        |
| Dominique Arribagé       | France             | Transfert libre            | Toulouse FC            | Ligue 1        |
| Petr Čech                | République tchèque | Transfert (5 ans, 11,5 M€) | Chelsea FC             | Premier League |
| Lamine Diatta            | Sénégal            | Transfert libre            | Olympique lyonnais     | Ligue 1        |
| François Grenet          | France             | Transfert                  | OGC Nice               | Ligue 1        |
| Frédéric Piquionne       | France             | Prêt (1 an)                | AS Saint-Étienne       | Ligue 1        |
| Tony Vairelles           | France             | Transfert                  | SC Bastia              | Ligue 1        |
| Georgi Ivanov            | Bulgarie           | Transfert                  | Samsunspor             | Süperlig       |
| Hiver 2004-2005          |                    |                            |                        |                |
| Départs                  |                    |                            |                        |                |
| Dudu Cearense            | Brésil             | Transfert                  | FK CSKA Moscou         | Premier-Liga   |

## L'effectif de la saison
| Poste² | Nat.³ | Nom                      | Naissance         | Sélection⁴ | Championnat | Championnat | Coupe France | Coupe France | Coupe Ligue | Coupe Ligue | Total Saison | Total Saison | Notes                                       |
| Poste² | Nat.³ | Nom                      | Naissance         | Sélection⁴ | M           | But inscrit | M            | But inscrit  | M           | But inscrit | M            | But inscrit  | Notes                                       |
| ------ | ----- | ------------------------ | ----------------- | ---------- | ----------- | ----------- | ------------ | ------------ | ----------- | ----------- | ------------ | ------------ | ------------------------------------------- |
| D      | BRA   | José Adailton            | 16 avril 1984     | -20        | 24          | 0           | 3            | 0            | 1           | 0           | 28           | 0            |                                             |
| M      | FRA   | Cédric Barbosa           | 6 mars 1976       | -          | 6           | 0           | 1            | 0            | 0           | 0           | 7            | 0            |                                             |
| D      | FRA   | Grégory Bourillon¹       | 1er juillet 1984  | Espoirs    | 21          | 0           | 1            | 0            | 0           | 0           | 22           | 0            |                                             |
| A      | FRA   | Jimmy Briand¹            | 2 août 1985       | Espoirs    | 10          | 0           | 2            | 0            | 1           | 0           | 13           | 0            |                                             |
| M      | FRA   | Jonathan Bru¹            | 2 mai 1985        | Espoirs    | 0           | 0           | 0            | 0            | 0           | 0           | 0            | 0            |                                             |
| G      | FRA   | Florent Chaigneau¹       | 21 mars 1984      | Espoirs    | 0           | 0           | 0            | 0            | 0           | 0           | 0            | 0            |                                             |
| M      | FRA   | Étienne Didot¹           | 24 juillet 1983   | Espoirs    | 34          | 1           | 3            | 0            | 0           | 0           | 37           | 1            |                                             |
| M      | BRA   | Dudu Cearense            | 15 avril 1983     | -20        | 15          | 1           | 1            | 0            | 1           | 0           | 17           | 1            | Transféré au FK CSKA Moscou en février 2005 |
| D      | FRA   | Jacques Faty¹            | 25 février 1984   | Espoirs    | 35          | 0           | 1            | 0            | 1           | 0           | 37           | 0            |                                             |
| A      | SUI   | Alexander Frei           | 15 juillet 1979   | A          | 36          | 20          | 2            | 0            | 0           | 0           | 38           | 20           |                                             |
| M      | FRA   | Yoann Gourcuff¹          | 11 juillet 1986   | -19        | 21          | 0           | 1            | 0            | 1           | 0           | 23           | 0            |                                             |
| G      | SUE   | Andreas Isaksson         | 3 octobre 1981    | A          | 38          | 0           | 3            | 0            | 1           | 0           | 42           | 0            |                                             |
| M      | FRA   | Cyril Jeunechamp         | 18 décembre 1975  | -          | 35          | 0           | 3            | 0            | 1           | 0           | 39           | 0            |                                             |
| M      | SUE   | Kim Källström            | 24 août 1982      | A          | 31          | 0           | 1            | 0            | 1           | 1           | 33           | 6            |                                             |
| D      | FRA   | Arnaud Le Lan            | 22 mars 1978      | -          | 16          | 0           | 2            | 0            | 0           | 0           | 18           | 0            |                                             |
| A      | FRA   | Toifilou Maoulida        | 9 juin 1979       | Espoirs    | 31          | 7           | 3            | 1            | 1           | 0           | 35           | 8            |                                             |
| M      | CMR   | Stéphane Mbia¹           | 20 mai 1986       | Espoirs    | 1           | 0           | 1            | 0            | 1           | 0           | 3            | 0            | N'a pas le statut de professionnel          |
| A      | FRA   | Olivier Monterrubio      | 8 août 1976       | A'         | 37          | 10          | 2            | 0            | 0           | 0           | 39           | 10           |                                             |
| A      | CRO   | Ivica Mornar             | 12 janvier 1974   | A          | 15          | 0           | 0            | 0            | 0           | 0           | 15           | 0            |                                             |
| M      | FRA   | Arnold Mvuemba¹          | 28 janvier 1985   | Espoirs    | 8           | 0           | 2            | 0            | 1           | 0           | 11           | 0            |                                             |
| M      | SEN   | Amadou Makhtar N'Diaye¹  | 31 décembre 1981  | A          | 0           | 0           | 0            | 0            | 0           | 0           | 0            | 0            |                                             |
| A      | GAB   | Stéphane Nguéma¹         | 20 novembre 1984  | A          | 13          | 0           | 2            | 0            | 0           | 0           | 15           | 0            |                                             |
| D      | MAR   | Abdeslam Ouaddou         | 1er novembre 1978 | A          | 34          | 2           | 3            | 0            | 1           | 0           | 38           | 2            |                                             |
| D      | CMR   | Jean-Joël Perrier-Doumbé | 27 septembre 1978 | A          | 25          | 0           | 2            | 0            | 0           | 0           | 27           | 0            |                                             |
| G      | FRA   | Simon Pouplin¹           | 28 mai 1985       | -          | 0           | 0           | 0            | 0            | 0           | 0           | 0            | 0            | N'a pas le statut de professionnel          |
| M      | CRO   | Jure Primorac            | 10 décembre 1981  | -          | 0           | 0           | 0            | 0            | 0           | 0           | 0            | 0            |                                             |
| M      | FRA   | Olivier Sorlin           | 9 avril 1979      | Espoirs    | 35          | 3           | 3            | 0            | 1           | 0           | 39           | 3            |                                             |
| A      | FRA   | Moussa Sow¹              | 19 janvier 1986   | -19        | 3           | 0           | 0            | 0            | 1           | 0           | 4            | 0            | N'a pas le statut de professionnel          |
| D      | FRA   | Grégory Tanagro¹         | 17 juin 1984      | -          | 0           | 0           | 0            | 0            | 0           | 0           | 0            | 0            |                                             |

- 1 : joueur formé au club
- 2 : G, Gardien de but ; D, Défenseur ; M, Milieu de terrain ; A, Attaquant
- 2 : Nationalité sportive, certains joueurs possédant une double-nationalité
- 4 : sélection la plus élevée obtenue

## Équipe-type
Il s'agit de la formation la plus courante rencontrée en championnat.

## Les rencontres de la saison

### Liste
| Match | Date         | Compétition       | Tour           | Adversaire    | Lieu ¹ | Score     | Class.    | Buteurs pour le Stade rennais | Affluence |
| ----- | ------------ | ----------------- | -------------- | ------------- | ------ | --------- | --------- | ----------------------------- | --------- |
| 1     | 7 août       | Ligue 1           | 1              | Paris SG      | D      | 2–1       | 2         | Sorlin Frei                   | 25 150    |
| 2     | 14 août      | Ligue 1           | 2              | Auxerre       | E      | 1–3       | 11        | Frei                          | 12 056    |
| 3     | 21 août      | Ligue 1           | 3              | Nantes        | D      | 1–0       | 8         | Frei                          | 24 457    |
| 4     | 28 août      | Ligue 1           | 4              | Ajaccio       | E      | 1–1       | 10        | Frei                          | 2 309     |
| 5     | 11 septembre | Ligue 1           | 5              | Lyon          | D      | 1–2       | 12        | Dudu Cearense                 | 23 273    |
| 6     | 18 septembre | Ligue 1           | 6              | Bordeaux      | E      | 0-0       | 11        |                               | 19 760    |
| 7     | 22 septembre | Ligue 1           | 7              | Marseille     | D      | 1–0       | 9         | Frei                          | 26 264    |
| 8     | 25 septembre | Ligue 1           | 8              | Nice          | E      | 0–2       | 10        |                               | 12 163    |
| 9     | 3 octobre    | Ligue 1           | 9              | Lille         | D      | 0–1       | 15        |                               | 21 258    |
| 10    | 16 octobre   | Ligue 1           | 10             | Sochaux       | E      | 0–3       | 15        |                               | 13 579    |
| 11    | 23 octobre   | Ligue 1           | 11             | Metz          | D      | 3–1       | 12        | Frei Monterrubio              | 28 525    |
| 12    | 30 octobre   | Ligue 1           | 12             | Caen          | D      | 1-1       | 13        | Monterrubio                   | 23 839    |
| 13    | 6 novembre   | Ligue 1           | 13             | Bastia        | E      | 1-1       | 13        | Källström                     | 5 018     |
| 14    | 10 novembre  | Coupe de la Ligue | 1/16 de finale | Auxerre       | D      | 1–1 a.p.² | 1–1 a.p.² | Källström                     | 19 553    |
| 15    | 13 novembre  | Ligue 1           | 14             | Toulouse      | D      | 1–1       | 14        | Monterrubio                   | 18 027    |
| 16    | 20 novembre  | Ligue 1           | 15             | Saint-Étienne | E      | 0–1       | 15        |                               | 25 940    |
| 17    | 27 novembre  | Ligue 1           | 16             | Istres        | D      | 3–1       | 9         | Sorlin Monterrubio            | 17 571    |
| 18    | 3 décembre   | Ligue 1           | 17             | Monaco        | E      | 0–2       | 13        |                               | 8 089     |
| 19    | 11 décembre  | Ligue 1           | 18             | Lens          | D      | 3–1       | 12        | Maoulida Monterrubio          | 23 179    |
| 20    | 18 décembre  | Ligue 1           | 19             | Strasbourg    | E      | 0–1       | 13        |                               | 22 802    |
| 21    | 7 janvier    | Coupe de France   | 1/32 de finale | Brest (L2)    | D      | 1–0 a.p.  | 1–0 a.p.  | Morestin (csc)                |           |
| 22    | 12 janvier   | Ligue 1           | 20             | Auxerre       | D      | 1–0       | 12        | Frei                          | 19 334    |
| 23    | 15 janvier   | Ligue 1           | 21             | Nantes        | E      | 0–2       | 12        |                               | 32 472    |
| 24    | 22 janvier   | Ligue 1           | 22             | Ajaccio       | D      | 2–0       | 10        | Frei Bonnal (csc)             | 20 719    |
| 25    | 26 janvier   | Ligue 1           | 23             | Lyon          | E      | 1–2       | 11        | Monterrubio                   | 37 281    |
| 26    | 29 janvier   | Ligue 1           | 24             | Bordeaux      | D      | 2–0       | 9         | Ouaddou Monterrubio           | 20 454    |
| 27    | 5 février    | Ligue 1           | 25             | Marseille     | E      | 1–3       | 10        | Maoulida                      | 50 526    |
| 28    | 12 février   | Coupe de France   | 1/16 de finale | Caen          | D      | 2-0       | 2-0       | Monterrubio Maoulida          |           |
| 29    | 19 février   | Ligue 1           | 26             | Nice          | D      | 4-1       | 9         | Maoulida Frei Monterrubio     | 16 535    |
| 30    | 27 février   | Ligue 1           | 27             | Lille         | E      | 0-0       | 9         |                               | 12 014    |
| 31    | 2 mars       | Coupe de France   | 1/8 de finale  | Monaco        | D      | 0–1 a.p.  | 0–1 a.p.  |                               |           |
| 32    | 5 mars       | Ligue 1           | 28             | Sochaux       | D      | 3-0       | 8         | Frei Källström                | 23 472    |
| 33    | 12 mars      | Ligue 1           | 29             | Metz          | E      | 1-1       | 9         | Frei                          | 13 727    |
| 34    | 19 mars      | Ligue 1           | 30             | Caen          | E      | 2-2       | 10        | Frei Ouaddou                  | 20 541    |
| 35    | 2 avril      | Ligue 1           | 31             | Bastia        | D      | 1-0       | 8         | Källström                     | 23 343    |
| 36    | 9 avril      | Ligue 1           | 32             | Toulouse      | E      | 2-0       | 6         | Frei Källström                | 21 479    |
| 37    | 16 avril     | Ligue 1           | 33             | Saint-Étienne | D      | 2-2       | 6         | Frei Monterrubio              | 29 164    |
| 38    | 23 avril     | Ligue 1           | 34             | Istres        | E      | 2-0       | 5         | Maoulida Frei                 | 5 452     |
| 39    | 7 mai        | Ligue 1           | 35             | Monaco        | D      | 0-0       | 5         |                               | 29 085    |
| 40    | 14 mai       | Ligue 1           | 36             | Lens          | E      | 2-5       | 6         | Frei                          | 35 327    |
| 41    | 21 mai       | Ligue 1           | 37             | Strasbourg    | D      | 4-0       | 4         | Maoulida Didot Frei Källström | 28 419    |
| 42    | 28 mai       | Ligue 1           | 38             | Paris SG      | E      | 0-1       | 4         |                               | 43 904    |

- 1 N : terrain neutre ; D : à domicile ; E : à l'extérieur ; drapeau : pays du lieu du match international
- 2 3–5 aux tirs au but.

## Bilan des compétitions
| Compétition       | Vainqueur final    | Débute au tour | Place ou tour final | Première rencontre | Dernière rencontre | Nombre |
| ----------------- | ------------------ | -------------- | ------------------- | ------------------ | ------------------ | ------ |
| Ligue 1           | Olympique lyonnais | 1re journée    | 4e                  | 7 août 2004        | 28 mai 2005        | 38     |
| Coupe de la Ligue | RC Strasbourg      | 1/16 de finale | 1/16 de finale      | 10 novembre 2004   | 10 novembre 2004   | 1      |
| Coupe de France   | AJ Auxerre         | 1/32 de finale | 1/8 de finale       | 7 janvier 2005     | 2 mars 2005        | 3      |

### Ligue 1

#### Classement
| Rang | Équipe        | Pts | J  | G  | N  | P  | Bp | Bc | Diff |
| ---- | ------------- | --- | -- | -- | -- | -- | -- | -- | ---- |
| 1    | Lyon          | 79  | 38 | 22 | 13 | 3  | 56 | 22 | +34  |
| 2    | Lille         | 67  | 38 | 18 | 13 | 7  | 52 | 29 | +23  |
| 3    | Monaco        | 63  | 38 | 15 | 18 | 5  | 52 | 35 | +17  |
| 4    | Rennes        | 55  | 38 | 15 | 10 | 13 | 49 | 42 | +7   |
| 5    | Marseille     | 55  | 38 | 15 | 10 | 13 | 47 | 42 | +5   |
| 6    | Saint-Étienne | 53  | 38 | 12 | 17 | 9  | 47 | 34 | +13  |
| 7    | Lens          | 52  | 38 | 13 | 13 | 12 | 45 | 39 | +6   |

#### Résultats
| Total | Total | Total | Total | Total | Total | Total | Total | Domicile | Domicile | Domicile | Domicile | Domicile | Domicile | Extérieur | Extérieur | Extérieur | Extérieur | Extérieur | Extérieur |
| J     | G     | N     | P     | Bp    | Bc    | Diff  | Pts   | G        | N        | P        | Bp       | Bc       | Diff     | G         | N         | P         | Bp        | Bc        | Diff      |
| ----- | ----- | ----- | ----- | ----- | ----- | ----- | ----- | -------- | -------- | -------- | -------- | -------- | -------- | --------- | --------- | --------- | --------- | --------- | --------- |
| 38    | 15    | 10    | 13    | 49    | 42    | +7    | 55    | 13       | 4        | 2        | 35       | 12       | +23      | 2         | 6         | 11        | 14        | 30        | -16       |

#### Résultats par journée
| Journée   | 01 | 02 | 03 | 04 | 05 | 06 | 07 | 08 | 09 | 10 | 11 | 12 | 13 | 14 | 15 | 16 | 17 | 18 | 19 | 20 | 21 | 22 | 23 | 24 | 25 | 26 | 27 | 28 | 29 | 30 | 31 | 32 | 33 | 34 | 35 | 36 | 37 | 38 |
| --------- | -- | -- | -- | -- | -- | -- | -- | -- | -- | -- | -- | -- | -- | -- | -- | -- | -- | -- | -- | -- | -- | -- | -- | -- | -- | -- | -- | -- | -- | -- | -- | -- | -- | -- | -- | -- | -- | -- |
| Terrain   | D  | E  | D  | E  | D  | E  | D  | E  | D  | E  | D  | D  | E  | D  | E  | D  | E  | D  | E  | D  | E  | D  | E  | D  | E  | D  | E  | D  | E  | E  | D  | E  | D  | E  | D  | E  | D  | E  |
| Résultats | V  | D  | V  | N  | D  | N  | V  | D  | D  | D  | V  | N  | N  | N  | D  | V  | D  | V  | D  | V  | D  | V  | D  | V  | D  | V  | N  | V  | N  | N  | V  | V  | N  | V  | N  | D  | V  | D  |
| Points    | 3  | 3  | 6  | 7  | 7  | 8  | 11 | 11 | 11 | 11 | 14 | 15 | 16 | 17 | 17 | 20 | 20 | 23 | 23 | 26 | 26 | 29 | 29 | 32 | 32 | 35 | 36 | 39 | 40 | 41 | 44 | 47 | 48 | 51 | 52 | 52 | 55 | 55 |
| Place     | 2  | 11 | 8  | 10 | 12 | 11 | 9  | 10 | 15 | 15 | 12 | 13 | 13 | 14 | 15 | 9  | 13 | 12 | 13 | 12 | 12 | 10 | 11 | 9  | 10 | 9  | 9  | 8  | 9  | 10 | 8  | 6  | 6  | 5  | 5  | 6  | 4  | 4  |

Source : Liste des rencontres

Terrain : D = Domicile ; E = Extérieur. Résultat: D = Défaite ; N = Nul ; V = Victoire.